# Aéroport de Sandefjord
L'aéroport de Sandefjord Torp (Sandefjord lufthavn, Torp en norvégien) (code IATA : TRF • code OACI : ENTO) est un aéroport international qui est situé au nord-est de la ville de Sandefjord.

## Généralités
Sandefjord est le septième aéroport de Norvège quant au trafic de passagers et le troisième de la région de l'Østlandet. En 2014, l'aéroport a enregistré pour 1 763 673 passagers.

## Statistiques
Pour des raisons techniques, il est temporairement impossible d'afficher le graphique qui aurait dû être présenté ici.

Voir la requête brute et les sources sur Wikidata.

## Situation

### Carte des aéroports en Norvège
Carte des principaux aéroports de Norvège (en 2019)
Le Svalbard n'est pas ici en coordonnées géographiques exactes.
| Oslo-Gardermoen Bergen Stavanger Trondheim Tromsø Bodø Sandefjord Moss Kristiansand Ålesund Haugesund Harstad/Narvik Molde Kristiansund Alta Kirkenes Bardufoss Florø Hammerfest Svalbard Plus de 10 millions Plus de 5 millions Plus de 1 million Plus de 0,4 million Moins de 0,4 million Fermé |

## Compagnies aériennes et destinations
| Compagnies            | Destinations |
| --------------------- | --- |
| airBaltic             | En saison: Las Palmas/Gran Canaria |
| KLM                   | Amsterdam |
| Norwegian Air Shuttle | Alicante-Elche, Las Palmas/Gran Canaria, Malaga-Costa del Sol |
| Ryanair               | - Alicante-Elche, - Bergame-Orio al Serio, - Gdańsk-L. Wałęsa, - Cracovie-Jean-Paul II, - Londres-Stansted, - Malaga-Costa del Sol , - Manchester, - Poznań (Posnanie)-H. Wieniawski, - Riga, - Varsovie-Modlin (Mazovie), - Wrocław-N. Copernic, - Zagreb-Pleso En saison : Palma de Majorque |
| Widerøe               | Bergen, Copenhague-Kastrup, Stavanger, Trondheim En saison : Bodø, Florence-Peretola, Narvik/Harstad, Nice-Côte d'Azur, Tromsø |
| Wizz Air              | - Bucarest-H. Coandă, - Gdańsk-L. Wałęsa, - Katowice-Pyrzowice, - Skopje, - Szczecin/Stettin-Solidarité, - Tirana, - Varsovie-Chopin En saison: Vilnius |

Édité le 04/02/2018  Actualisé le 25/02/2023

## Intermodalités
L'aéroport est desservi par un grand nombre de bus qui desservent les villes d'Oslo, Tønsberg, Kristiansand, Stavanger, une navette fait en huit minutes la liaison jusqu'à la gare de Torp; enfin, il y a plusieurs sociétés de location de voitures à l'aéroport.